# 费罗凯
费罗凯（Feroke），是印度喀拉拉邦Kozhikode县的一个城镇。总人口29504（2001年）。

## 人口
该地2001年总人口29504人，其中男性14506人，女性14998人；0—6岁人口3921人，其中男1976人，女1945人；识字率81.41%，其中男性为83.94%，女性为78.96%。